# Stefan Koubek
Stefan Koubek (Klagenfurt, 2 gennaio 1977) è un allenatore di tennis ed ex tennista austriaco.

## Carriera
Mancino, dotato di un buon rovescio bimane, offre buone prestazioni su tutte le superfici anche se preferisce la terra battuta. Dal suo esordio nel professionismo, datato 1994, ha collezionato tre titoli di singolare e uno di doppio.
Nei tornei dello Slam ha ottenuto come miglior risultato i quarti di finale agli Australian Open 2002 dove è stato sconfitto da Jiří Novák. 
È stato protagonista nel 2004 di un caso di doping risultando positivo al Glucocorticoide dopo un match del Roland Garros e venendo sospeso dall'ITF per tre mesi.

## Statistiche

### Singolare

#### Vittorie (3)
| Numero | Data           | Torneo                                           | Superficie  | Avversario in finale | Punteggio   |
| 1.     | 2 maggio 1999  | Verizon Tennis Challenge, Atlanta                | Terra verde | Sébastien Grosjean   | 6-1 6-2     |
| 2.     | 6 marzo 2000   | International Tennis Championships, Delray Beach | Cemento     | Álex Calatrava       | 6-1 4-6 6-4 |
| 3.     | 5 gennaio 2003 | Qatar Open ATP, Doha                             | Cemento     | Jan-Michael Gambill  | 6-4 6-4     |

#### Finali (3)
| Numero | Data              | Torneo                              | Superficie  | Avversario in finale | Punteggio     |
| 1.     | 13 settembre 1999 | Brighton International, Bournemouth | Terra rossa | Adrian Voinea        | 6–1, 5–7, 6–7 |
| 2.     | 30 gennaio 2006   | PBZ Zagreb Indoors, Zagabria        | Carpet      | Ivan Ljubičić        | 3–6, 4–6      |
| 3.     | 1º gennaio 2007   | Chennai Open, Chennai               | Cemento     | Xavier Malisse       | 1–6, 3–6      |